# Campionati mondiali di sci alpino 2015
I Campionati mondiali di sci alpino 2015 si sono svolti negli Stati Uniti, a Vail/Beaver Creek, dal 2 al 15 febbraio. Il programma ha incluso gare di discesa libera, supergigante, slalom gigante, slalom speciale e combinata, tutte sia maschili sia femminili, e una gara a squadre mista.

## Assegnazione e impianti
La sede è stata decisa da una votazione a maggioranza (8 voti a favore e 7 contrari), che ha visto prevalere questa località rispetto alle altre pretendenti, Cortina d'Ampezzo e Sankt Moritz. La scelta è stata fatta dal consiglio mondiale della FIS riunito a Adalia (Turchia) il 3 giugno 2010. 
Le località avevano già ospitato la rassegna iridata nel 1989 (allora la sola Vail) e nel 1999 ed è sede della Birds of Prey, uno dei tracciati classici della Coppa del Mondo dove vengono disputate solitamente gare al maschile. Per questi mondiali è stata aperta la nuova pista Raptor, parallela alla Bird of Prey e con la quale condivide l'arrivo, per ospitare le prove veloci femminili.

## Risultati

### Uomini

#### Discesa libera
| Pos. | Atleta             | Nazione     | Tempo   |
| ---- | ------------------ | ----------- | ------- |
| 1    | Patrick Küng       | Svizzera    | 1:43,18 |
| 2    | Travis Ganong      | Stati Uniti | 1:43,42 |
| 3    | Beat Feuz          | Svizzera    | 1:43,49 |
| 4    | Steven Nyman       | Stati Uniti | 1:43,52 |
| 5    | Guillermo Fayed    | Francia     | 1:43,57 |
| 6    | Aksel Lund Svindal | Norvegia    | 1:43,63 |
| 7    | Ondřej Bank        | Rep. Ceca   | 1:43,74 |
| 8    | Adrien Théaux      | Francia     | 1:43,81 |
| 9    | Carlo Janka        | Svizzera    | 1:43,85 |
| 9    | Andrew Weibrecht   | Stati Uniti | 1:43,85 |

Data: sabato 7 febbraio 2015

Ore: 11.00 (UTC-7)

Pista: Birds of Prey

Partenza: 3.483 m s.l.m.; arrivo: 2.730 m s.l.m.

Lunghezza: 2.740 m; dislivello: 753 m

Pendenza massima: 63 %

Tracciatore: Hannes Trinkl (FIS)

#### Supergigante
| Pos. | Atleta             | Nazione     | Tempo   |
| ---- | ------------------ | ----------- | ------- |
| 1    | Hannes Reichelt    | Austria     | 1:15,68 |
| 2    | Dustin Cook        | Canada      | 1:15,79 |
| 3    | Adrien Théaux      | Francia     | 1:15,92 |
| 4    | Kjetil Jansrud     | Norvegia    | 1:15,95 |
| 4    | Matthias Mayer     | Austria     | 1:15,95 |
| 6    | Aksel Lund Svindal | Norvegia    | 1:16,05 |
| 7    | Didier Défago      | Svizzera    | 1:16,07 |
| 8    | Georg Streitberger | Austria     | 1:16,22 |
| 9    | Ted Ligety         | Stati Uniti | 1:16,38 |
| 10   | Klemen Kosi        | Slovenia    | 1:16,39 |

Data: giovedì 5 febbraio 2015

Ore: 11.00 (UTC-7)

Pista: Birds of Prey

Partenza: 3.337 m s.l.m.; arrivo: 2.730 m s.l.m.

Lunghezza: 1.675 m; dislivello: 607 m

Pendenza massima: 68 %

Tracciatore: Florian Winkler (Austria)

#### Slalom gigante
| Pos. | Atleta                | Nazione     | Tempo   |
| ---- | --------------------- | ----------- | ------- |
| 1    | Ted Ligety            | Stati Uniti | 2:34,16 |
| 2    | Marcel Hirscher       | Austria     | 2:34,61 |
| 3    | Alexis Pinturault     | Francia     | 2:35,04 |
| 4    | Felix Neureuther      | Germania    | 2:35,26 |
| 5    | Matts Olsson          | Svezia      | 2:35,39 |
| 6    | Roberto Nani          | Italia      | 2:35,57 |
| 7    | Victor Muffat Jeandet | Francia     | 2:35,71 |
| 8    | Florian Eisath        | Italia      | 2:35,93 |
| 9    | Tim Jitloff           | Stati Uniti | 2:36,04 |
| 10   | Philipp Schörghofer   | Austria     | 2:36,28 |

Data: venerdì 13 febbraio 2015

1ª manche:
Ore: 10.15 (UTC-7)

Pista: Birds of Prey

Partenza: 3.155 m s.l.m.; arrivo: 2.721 m s.l.m.

Lunghezza: 1.490 m; dislivello: 434 m

Pendenza massima: 50 %

Tracciatore: Albert Doppelhofer (Germania)
2ª manche:
Ore: 14.15 (UTC-7)

Pista: Birds of Prey

Partenza: 3.124 m s.l.m.; arrivo: 2.724 m s.l.m.

Lunghezza: 1.490 m; dislivello: 400 m

Pendenza massima: 50 %

Tracciatore: David Chastan (Francia)

#### Slalom speciale
| Pos. | Atleta                 | Nazione  | Tempo   |
| ---- | ---------------------- | -------- | ------- |
| 1    | Jean-Baptiste Grange   | Francia  | 1:57,47 |
| 2    | Fritz Dopfer           | Germania | 1:57,82 |
| 3    | Felix Neureuther       | Germania | 1:58,02 |
| 4    | Henrik Kristoffersen   | Norvegia | 1:58,04 |
| 5    | Mattias Hargin         | Svezia   | 1:58,09 |
| 6    | André Myhrer           | Svezia   | 1:58,21 |
| 7    | Markus Larsson         | Svezia   | 1:58,47 |
| 8    | Aleksandr Chorošilov   | Russia   | 1:58,94 |
| 9    | Sebastian Foss Solevåg | Norvegia | 1:59,78 |
| 10   | Linus Straßer          | Germania | 1:59,85 |

Data: domenica 15 febbraio 2015

1ª manche:
Ore: 10.15 (UTC-7)

Pista: Birds of Prey

Partenza: 2.924 m s.l.m.; arrivo: 2.724 m s.l.m.

Lunghezza: 690 m; dislivello: 200 m

Pendenza massima: 50 %

Tracciatore: Carl Mitter (Norvegia)
2ª manche:
Ore: 14.30 (UTC-7)

Pista: Birds of Prey

Partenza: 2.924 m s.l.m.; arrivo: 2.724 m s.l.m.

Lunghezza: 690 m; dislivello: 200 m

Pendenza massima: 50 %

Tracciatore: Stefano Costazza (Italia)

#### Combinata
| Pos. | Atleta                   | Nazione     | Tempo   |
| ---- | ------------------------ | ----------- | ------- |
| 1    | Marcel Hirscher          | Austria     | 2:36,10 |
| 2    | Kjetil Jansrud           | Norvegia    | 2:36,29 |
| 3    | Ted Ligety               | Stati Uniti | 2:36,40 |
| 4    | Romed Baumann            | Austria     | 2:36,48 |
| 5    | Alexis Pinturault        | Francia     | 2:36,51 |
| 6    | Carlo Janka              | Svizzera    | 2:36,80 |
| 7    | Andreas Romar            | Finlandia   | 2:36,93 |
| 8    | Aleksander Aamodt Kilde  | Norvegia    | 2:36,96 |
| 9    | Thomas Mermillod Blondin | Francia     | 2:36,99 |
| 10   | Dominik Paris            | Italia      | 2:37,13 |

Data: domenica 8 febbraio 2015

1ª manche:
Ore: 10.00 (UTC-7)

Pista: Birds of Prey

Partenza: 3.483 m s.l.m.; arrivo: 2.730 m s.l.m.

Lunghezza: 2.740 m; dislivello: 753 m

Pendenza massima: 63 %

Tracciatore: Hannes Trinkl (FIS)
2ª manche:
Ore: 14.15 (UTC-7)

Pista: Birds of Prey

Partenza: 2.924 m s.l.m.; arrivo: 2.724 m s.l.m.

Lunghezza: 690 m; dislivello: 200 m

Pendenza massima: 50 %

Tracciatore: Jörg Roten (Svizzera)

### Donne

#### Discesa libera
| Pos. | Atleta              | Nazione     | Tempo   |
| ---- | ------------------- | ----------- | ------- |
| 1    | Tina Maze           | Slovenia    | 1:45,89 |
| 2    | Anna Fenninger      | Austria     | 1:45,91 |
| 3    | Lara Gut            | Svizzera    | 1:46,23 |
| 4    | Nicole Schmidhofer  | Austria     | 1:46,92 |
| 5    | Lindsey Vonn        | Stati Uniti | 1:46,94 |
| 6    | Elisabeth Görgl     | Austria     | 1:46,95 |
| 7    | Nadja Kamer         | Svizzera    | 1:46,97 |
| 8    | Daniela Merighetti  | Italia      | 1:47,14 |
| 9    | Fabienne Suter      | Svizzera    | 1:47,18 |
| 10   | Viktoria Rebensburg | Germania    | 1:47,24 |

Data: venerdì 6 febbraio 2015

Ore: 11.00 (UTC-7)

Pista: Raptor

Partenza: 3.440 m s.l.m.; arrivo: 2.730 m s.l.m.

Lunghezza: 2.530 m; dislivello: 710 m

Pendenza massima: 59 %

Tracciatore: Jean-Philippe Vulliet (FIS)

#### Supergigante
| Pos. | Atleta              | Nazione       | Tempo   |
| ---- | ------------------- | ------------- | ------- |
| 1    | Anna Fenninger      | Austria       | 1:10,29 |
| 2    | Tina Maze           | Slovenia      | 1:10,32 |
| 3    | Lindsey Vonn        | Stati Uniti   | 1:10,44 |
| 4    | Cornelia Hütter     | Austria       | 1:10,55 |
| 5    | Viktoria Rebensburg | Germania      | 1:11,07 |
| 6    | Tina Weirather      | Liechtenstein | 1:11,32 |
| 7    | Lara Gut            | Svizzera      | 1:11,57 |
| 8    | Kajsa Kling         | Svezia        | 1:11,76 |
| 9    | Julia Mancuso       | Stati Uniti   | 1:11,94 |
| 10   | Elena Curtoni       | Italia        | 1:11,97 |

Data: martedì 3 febbraio 2015

Ore: 11.30 (UTC-7)

Pista: Raptor

Partenza: 3.246 m s.l.m.; arrivo: 2.730 m s.l.m.

Lunghezza: 1.640 m; dislivello: 516 m

Pendenza massima: 57 %

Tracciatore: Roland Assinger (Austria)

#### Slalom gigante
| Pos. | Atleta                  | Nazione       | Tempo   |
| ---- | ----------------------- | ------------- | ------- |
| 1    | Anna Fenninger          | Austria       | 2:19,16 |
| 2    | Viktoria Rebensburg     | Germania      | 2:20,56 |
| 3    | Jessica Lindell Vikarby | Svezia        | 2:20,65 |
| 4    | Tina Weirather          | Liechtenstein | 2:20,71 |
| 5    | Tina Maze               | Slovenia      | 2:20,90 |
| 6    | Michaela Kirchgasser    | Austria       | 2:20,91 |
| 7    | Kathrin Zettel          | Austria       | 2:21,31 |
| 8    | Mikaela Shiffrin        | Stati Uniti   | 2:21,63 |
| 9    | Maria Pietilä Holmner   | Svezia        | 2:21,84 |
| 10   | Sara Hector             | Svezia        | 2:21,96 |

Data: giovedì 12 febbraio 2015

1ª manche:
Ore: 10.15 (UTC-7)

Pista: Birds of Prey

Partenza: 3.077 m s.l.m.; arrivo: 2.721 m s.l.m.

Lunghezza: 1.305 m; dislivello: 324 m

Pendenza massima: 50 %

Tracciatore: Valerio Ghirardi (Slovenia)
2ª manche:
Ore: 14.15 (UTC-7)

Pista: Birds of Prey

Partenza: 3.077 m s.l.m.; arrivo: 2.721 m s.l.m.

Lunghezza: 1.305 m; dislivello: 324 m

Pendenza massima: 50 %

Tracciatore: Christian Thoma (Svezia)

#### Slalom speciale
| Pos. | Atleta               | Nazione     | Tempo   |
| ---- | -------------------- | ----------- | ------- |
| 1    | Mikaela Shiffrin     | Stati Uniti | 1:38,48 |
| 2    | Frida Hansdotter     | Svezia      | 1:38,82 |
| 3    | Šárka Záhrobská      | Rep. Ceca   | 1:39,25 |
| 4    | Veronika Zuzulová    | Slovacchia  | 1:39,42 |
| 5    | Kathrin Zettel       | Austria     | 1:39,50 |
| 6    | Erin Mielzynski      | Canada      | 1:39,98 |
| 7    | Carmen Thalmann      | Austria     | 1:40,52 |
| 8    | Tina Maze            | Slovenia    | 1:40,96 |
| 9    | Nastasia Noens       | Francia     | 1:41,17 |
| 10   | Marie-Michèle Gagnon | Canada      | 1:41,41 |

Data: sabato 14 febbraio 2015

1ª manche:
Ore: 10.15 (UTC-7)

Pista: Birds of Prey

Partenza: 2.921 m s.l.m.; arrivo: 2.721 m s.l.m.

Lunghezza: 640 m; dislivello: 200 m

Pendenza massima: 46 %

Tracciatore: Tim Gfeller (Norvegia)
2ª manche:
Ore: 14.15 (UTC-7)

Pista: Birds of Prey

Partenza: 2.921 m s.l.m.; arrivo: 2.721 m s.l.m.

Lunghezza: 640 m; dislivello: 200 m

Pendenza massima: 46 %

Tracciatore: Timotej Zuzula (Slovacchia)

#### Combinata
| Pos. | Atleta               | Nazione  | Tempo   |
| ---- | -------------------- | -------- | ------- |
| 1    | Tina Maze            | Slovenia | 2:33,37 |
| 2    | Nicole Hosp          | Austria  | 2:33,59 |
| 3    | Michaela Kirchgasser | Austria  | 2:33,72 |
| 4    | Anna Fenninger       | Austria  | 2:34,26 |
| 5    | Lara Gut             | Svizzera | 2:34,31 |
| 6    | Kathrin Zettel       | Austria  | 2:35,01 |
| 7    | Ilka Štuhec          | Slovenia | 2:35,80 |
| 8    | Francesca Marsaglia  | Italia   | 2:35,96 |
| 9    | Ragnhild Mowinckel   | Norvegia | 2:35,98 |
| 10   | Margot Bailet        | Francia  | 2:36,59 |

Data: lunedì 9 febbraio 2015

1ª manche:
Ore: 10.00 (UTC-7)

Pista: Raptor

Partenza: 3.440 m s.l.m.; arrivo: 2.730 m s.l.m.

Lunghezza: 2.530 m; dislivello: 710 m

Pendenza massima: 59 %

Tracciatore: Jean-Philippe Vulliet (FIS)
2ª manche:
Ore: 14.15 (UTC-7)

Pista: Kestrel

Partenza: 2.911 m s.l.m.; arrivo: 2.726 m s.l.m.

Lunghezza: 600 m; dislivello: 185 m

Pendenza massima: 46 %

Tracciatore: Valerio Ghirardi (Slovenia)

### Misto
| Pos. | Nazione | Atleti                                                                                              |
| ---- | ------- | --------------------------------------------------------------------------------------------------- |
| 1    | Austria | Eva-Maria Brem Marcel Hirscher Michaela Kirchgasser Christoph Nösig Nicole Hosp Philipp Schörghofer |
| 2    | Canada  | Phil Brown Candace Crawford Erin Mielzynski Trevor Philp Marie-Pier Préfontaine Erik Read           |
| 3    | Svezia  | Mattias Hargin André Myhrer Maria Pietilä Holmner Anna Swenn Larsson Sara Hector Markus Larsson     |

Data: martedì 10 febbraio 2015

Ore: 14.15 (UTC-7)

#### Torneo
La gara a squadre consiste in una competizione di slalom parallelo tra rappresentative nazionali composte da quattro atleti, due sciatori e due sciatrici, che si affrontano a due a due sul percorso di gara. Ai vincitori spetta un punto; in caso entrambe le squadre ottengano due punti, passa il turno la squadra che ha ottenuto il miglior tempo stabilito sommando le migliori prestazioni maschili e femminili.
|  | Ottavi di finale | Ottavi di finale |             |   | Quarti di finale          | Quarti di finale          |  |  | Semifinali | Semifinali |  |  | Finale | Finale |
|  |                  |                  |             |   |                           |                           |  |  |            |            |  |  |        |        |
|  |                  |                  |             |   |                           |                           |  |  |            |            |  |  |        |        |
|  |                  |                  |             |   |                           |                           |  |  |            |            |  |  |        |        |
|  | Austria          | 4                |             |   |                           |                           |  |  |            |            |  |  |        |        |
|  | Austria          | 4                |             |   |                           |                           |  |  |            |            |  |  |        |        |
|  | Argentina        | 0                |             |   |                           |                           |  |  |            |            |  |  |        |        |
|  | Argentina        | 0                | Austria     | 3 |                           |                           |  |  |            |            |  |  |        |        |
|  |                  |                  | Austria     | 3 |                           |                           |  |  |            |            |  |  |        |        |
|  |                  | Norvegia         | 1           |   |                           |                           |  |  |            |            |  |  |        |        |
|  | Norvegia         | Norvegia         | 1           | 3 |                           |                           |  |  |            |            |  |  |        |        |
|  | Norvegia         |                  |             | 3 |                           |                           |  |  |            |            |  |  |        |        |
|  | Slovenia         | 1                |             |   |                           |                           |  |  |            |            |  |  |        |        |
|  | Slovenia         | 1                | Austria     | 3 |                           |                           |  |  |            |            |  |  |        |        |
|  |                  |                  | Austria     | 3 |                           |                           |  |  |            |            |  |  |        |        |
|  |                  | Svizzera         | 1           |   |                           |                           |  |  |            |            |  |  |        |        |
|  | Francia          | Svizzera         | 1           | 3 |                           |                           |  |  |            |            |  |  |        |        |
|  | Francia          |                  |             | 3 |                           |                           |  |  |            |            |  |  |        |        |
|  | Russia           | 1                |             |   |                           |                           |  |  |            |            |  |  |        |        |
|  | Russia           | 1                | Francia     | 1 |                           |                           |  |  |            |            |  |  |        |        |
|  |                  |                  | Francia     | 1 |                           |                           |  |  |            |            |  |  |        |        |
|  |                  | Svizzera         | 3           |   |                           |                           |  |  |            |            |  |  |        |        |
|  | Svizzera         | Svizzera         | 3           | 2 |                           |                           |  |  |            |            |  |  |        |        |
|  | Svizzera         |                  |             | 2 |                           |                           |  |  |            |            |  |  |        |        |
|  | Croazia          | 2                |             |   |                           |                           |  |  |            |            |  |  |        |        |
|  | Croazia          | 2                | Austria     | 3 |                           |                           |  |  |            |            |  |  |        |        |
|  |                  |                  | Austria     | 3 |                           |                           |  |  |            |            |  |  |        |        |
|  |                  | Canada           | 1           |   |                           |                           |  |  |            |            |  |  |        |        |
|  | Stati Uniti      | Canada           | 1           | 3 |                           |                           |  |  |            |            |  |  |        |        |
|  | Stati Uniti      |                  |             | 3 |                           |                           |  |  |            |            |  |  |        |        |
|  | Finlandia        | 1                |             |   |                           |                           |  |  |            |            |  |  |        |        |
|  | Finlandia        | 1                | Stati Uniti | 1 |                           |                           |  |  |            |            |  |  |        |        |
|  |                  |                  | Stati Uniti | 1 |                           |                           |  |  |            |            |  |  |        |        |
|  |                  | Svezia           | 3           |   |                           |                           |  |  |            |            |  |  |        |        |
|  | Svezia           | Svezia           | 3           | 4 |                           |                           |  |  |            |            |  |  |        |        |
|  | Svezia           |                  |             | 4 |                           |                           |  |  |            |            |  |  |        |        |
|  | Rep. Ceca        | 1                |             |   |                           |                           |  |  |            |            |  |  |        |        |
|  | Rep. Ceca        | 1                | Svezia      | 2 |                           |                           |  |  |            |            |  |  |        |        |
|  |                  |                  | Svezia      | 2 |                           |                           |  |  |            |            |  |  |        |        |
|  |                  | Canada           | 2           |   | Finale per il terzo posto | Finale per il terzo posto |  |  |            |            |  |  |        |        |
|  | Germania         | Canada           | 2           | 2 | Finale per il terzo posto | Finale per il terzo posto |  |  |            |            |  |  |        |        |
|  | Germania         |                  |             | 2 |                           |                           |  |  |            |            |  |  |        |        |
|  | Canada           | 2                |             |   |                           |                           |  |  |            |            |  |  |        |        |
|  | Canada           | 2                | Canada      | 3 | Svizzera                  | 1                         |  |  |            |            |  |  |        |        |
|  |                  |                  | Canada      | 3 | Svizzera                  | 1                         |  |  |            |            |  |  |        |        |
|  |                  | Italia           | 1           |   | Svezia                    | 3                         |  |  |            |            |  |  |        |        |
|  | Italia           | Italia           | 1           | 3 | Svezia                    | 3                         |  |  |            |            |  |  |        |        |
|  | Italia           |                  |             | 3 |                           |                           |  |  |            |            |  |  |        |        |
|  | Regno Unito      | 1                |             |   |                           |                           |  |  |            |            |  |  |        |        |
|  | Regno Unito      | 1                |             |   |                           |                           |  |  |            |            |  |  |        |        |

## Medagliere per nazioni
| Pos. | Nazione     | Oro | Argento | Bronzo | Totale |
| ---- | ----------- | --- | ------- | ------ | ------ |
| 1    | Austria     | 5   | 3       | 1      | 9      |
| 2    | Stati Uniti | 2   | 1       | 2      | 5      |
| 3    | Slovenia    | 2   | 1       | 0      | 3      |
| 4    | Francia     | 1   | 0       | 2      | 3      |
| 4    | Svizzera    | 1   | 0       | 2      | 3      |
| 6    | Germania    | 0   | 2       | 1      | 3      |
| 7    | Canada      | 0   | 2       | 0      | 2      |
| 8    | Svezia      | 0   | 1       | 2      | 3      |
| 9    | Norvegia    | 0   | 1       | 0      | 1      |
| 10   | Rep. Ceca   | 0   | 0       | 1      | 1      |